# Vomitori

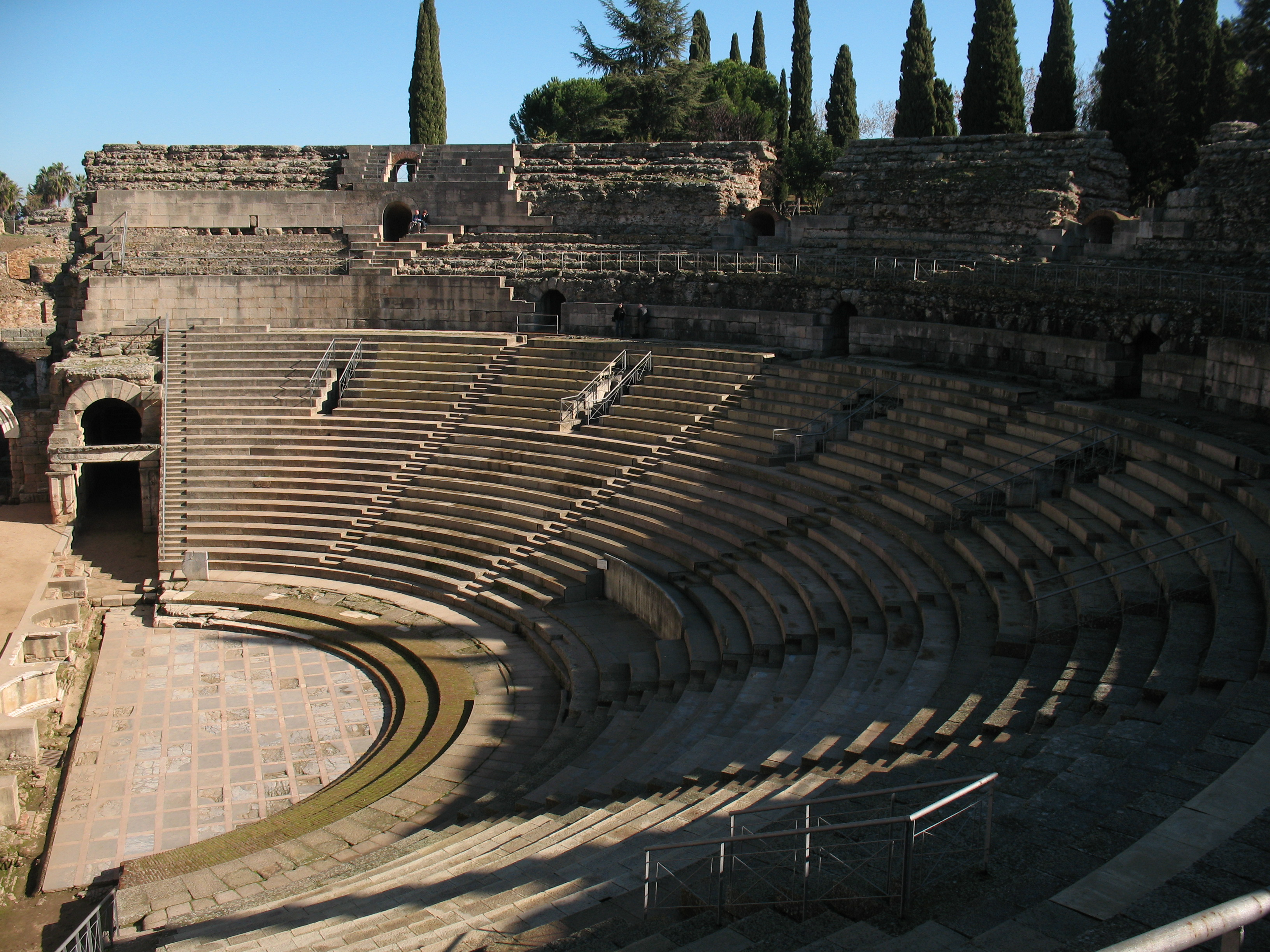
Teatre romà de Mèrida, on a l'extrem esquerre se n'aprecia un dels vomitoris.

El terme vomitori s'empra per denominar la porta o obertura dels circs o teatres antics, o de locals anàlegs moderns, que serveix perquè el públic pugui entrar i sortir de les grades.
D'aquesta manera, el públic situat en cada sector de la graderia, accedeix a l'interior o es pot adreçar al vomitori més proper per sortir d'aquest espai.